# Inuit

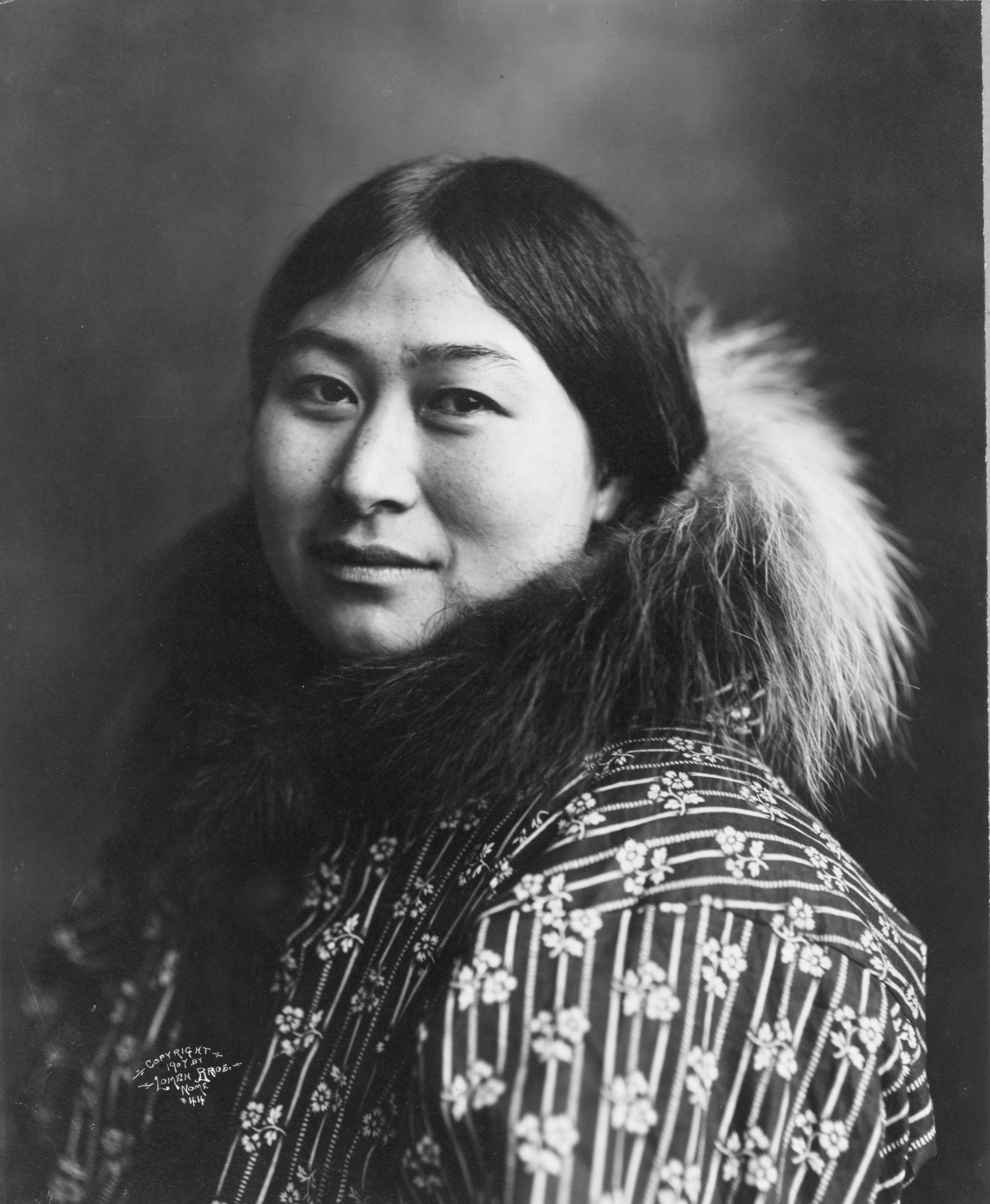
Inuitvrouw, begin twintigste eeuw

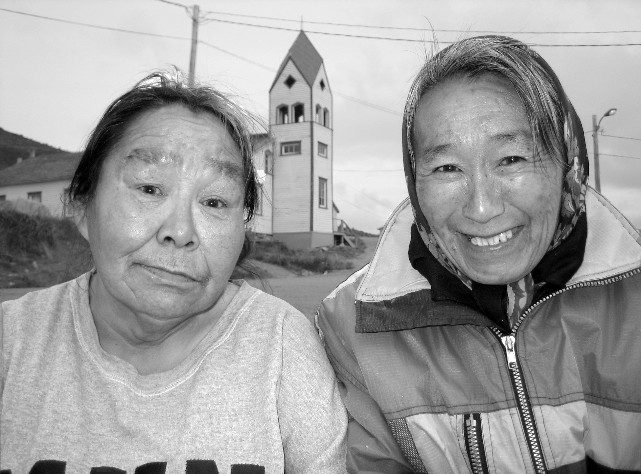
Inuitvrouwen uit Labrador

De Inuit zijn een inheems volk dat traditioneel de arctische en subarctische gebieden van Noord-Amerika bewoont, waaronder Groenland, het noorden van Canada, Alaska en het Russische district Tsjoekotski. Het woord inuit is het meervoud van inuk, dat mens of echte mens betekent in het Inuktitut. Ze stammen af van de Neo-Eskimo's, die historisch als laatste groep vanuit Siberië naar Amerika trok.
Het woord Inuit wordt ook gebruikt als alternatief voor de benaming Eskimo's, omdat die term door sommige Inuit als beledigend wordt beschouwd. De Inuit Circumpolar Conference van 1977 in Barrow (Alaska) besloot om als overkoepelende term het woord Eskimo te vervangen door Inuit, ongeacht welke plaatselijke namen in gebruik zijn en ook voor minderheden die er niet toe behoren, zoals de nauw met de Inuit verwante Joepiken. Dit advies wordt in het Nederlands niet algemeen gevolgd. De Joepiken zien zichzelf liever aangeduid als Eskimo. In Nederland behartigt de Stichting Arctic Peoples Alert de belangen van de Inuit.

## Gebied en demografie
De Groenlandse Inuit wonen langs de kusten van het eiland Groenland. Ze zijn met zo'n 51.500, oftewel ongeveer 90% van alle inwoners van het eiland (2023). In 2023 woonden er daarnaast zo'n 17.000 Groenlandse Inuit in Denemarken.
De Canadese Inuit leven vooral in het noorden en noordoosten van het land. Het betreft met name Nunavut en de Northwest Territories, met daarnaast de regio Nunavik in het noorden van Québec en de autonome regio Nunatsiavut in Labrador. Volgens de volkstelling van 2021 telde Canada dat jaar zo'n 70.500 Inuit. Iets minder dan de helft onder hen was een Inuittaal machtig.
De Inuit van Alaska staan bekend als de Inupiaq en wonen voornamelijk aan de noordwest- en noordkust van die staat. Deze groep telt ongeveer 16.500 personen (2010). In het uiterste oosten van Rusland woont nog een zeer kleine Inuitminderheid.

## Cultuur
De Inuit spreken verschillende talen van de Eskimo-Aleoetische taalgroep (de Inuittalen), waarvan Inuktitut in Canada en het Groenlands het meest gesproken worden. De Inuittalen zijn agglutinerend van aard: de inhoud van een gehele zin wordt vaak gegeven in de vorm van één, complex woord. In Groenland is het Groenlands niet alleen ambtstaal, maar tevens de enige taal die het grootste deel van de bevolking leert. De Inuit kennen geen literaire traditie, wel bezitten zij een rijke schat aan mondeling overgeleverde mythen en verhalen, de Inuitmythologie. De Inuit spreken verschillende talen, die niet allemaal onderling verstaanbaar zijn. Het Groenlands is in Groenland naast het Deens de officiële taal, terwijl de Canadese Inuittalen in Canada hooguit als regionale talen erkend worden. Deze talen hebben vaak slechts enkele duizenden sprekers. De Inuit zijn erg gastvrij en onder alle omstandigheden bedienen zij hun gasten. Ze hebben hun eigen keuken. Het meest gegeten wordt vis en zeehondenvlees.
Walrusivoor was een zeer belangrijk materiaal voor het maken van messen, en de Inuit die in de buurt van een bos woonden, gebruikten ook hout als materiaal. Bij het naaien van kleding en schoenen werden naalden gemaakt van dierlijke botten en werd draad gemaakt van andere delen van het dier.
De kleding was gemaakt van huid van walrus en zeehond of rendier. Veel van de kledingstukken gebruikten de haarlaag om luchtruimtes te creëren die extra isoleerden tegen de kou. Dit effect kan worden versterkt door twee kledingstukken haarzijde tegenover elkaar te dragen. Huiden van rendiervelden in de nazomers waren het meest geschikt voor kleding. De rendierhuiden werden aan de vleeskant geschraapt, vervolgens gedroogd en vervolgens gelooid door zachtjes op de huidzijde te kauwen of te tikken. Zeehondenhuid is zeer geschikt voor schoeisel. Het schoeisel bestond vaak uit meerdere lagen leer en ging tot aan de knieschijven. De lengte van zijn broek ging tot zelfs de knie. De rendier sanorak was omzoomd met de huid van een beer, veelvraat of wolf, afhankelijk van welke van deze beschikbaar was. De kleding was ruim en warm.